# CV-91
La CV-91 es una carretera autonómica valenciana que comunica los municipios de Orihuela y Guardamar del Segura en orientación este - oeste. La carretera CV-91 pertenece a la red de carreteras de la Generalidad Valenciana.

## Nomenclatura

Indicador

Su nombre está formado por: CV, que indica que es una carretera autonómica de la Comunidad Valenciana; y el 91 es el número que recibe según el orden de nomenclaturas de las carreteras de la CV.

## Trazado actual
Tiene 25 km de trazado. Comienza en la carretera CV-930 Circunvalación de Orihuela, cruza la carretera CV-919 y atraviesa las pedanías oriolanas de La Campaneta y San Bartolomé. Así, llega al primer acceso a la localidad de Almoradí, a través de la carretera CV-914. Varios kilómetros en adelante, la CV-91 cruza la AP-7 Autopista del Mediterráneo, y otro desvío hacia Almoradí. A partir de este punto y hasta su final en la CV-92-A-38, la carretera CV-91 pasa próxima a los municipios de Rojales y San Fulgencio.

## Recorrido

### Principales enlaces
- CV-930 a Albatera
- CV-919 a Redován
- La Campaneta
- San Bartolomé
- CV-911 a Rafal y Callosa de Segura
- CV-914 a Almoradí
- Benejúzar
- CV-935 a Almoradí y Los Montesinos
- CV-914 a Almoradí y Formentera del Segura
- AP-7 a Elche y Pilar de la Horadada
- CV-860 a San Fulgencio y Rojales
- CV-920 a Rojales
- CV-92-N-332 a Guardamar del Segura y Santa Pola

## Actuaciones sobre la CV-91
Futuro corredor y punto de conexión de la futura Autopista AP-37, actualmente, en estudio.

### Futuras actuaciones
- Existe un proyecto de construcción de la autovía CV-91, que conectaría la futura autovía CV-95 a la altura del Embalse de la Pedrera con Guardamar del Segura .